# Xenyllodes armatus
Xenyllodes armatus is een springstaartensoort uit de familie van de Odontellidae. De wetenschappelijke naam van de soort is voor het eerst geldig gepubliceerd in 1903 door Axelson.